# Oskar Popp
Oskar Popp (* 12. April 1875 in Leipzig; † 1945) war ein deutscher Maler, Zeichner und Bühnenbildner.

## Leben

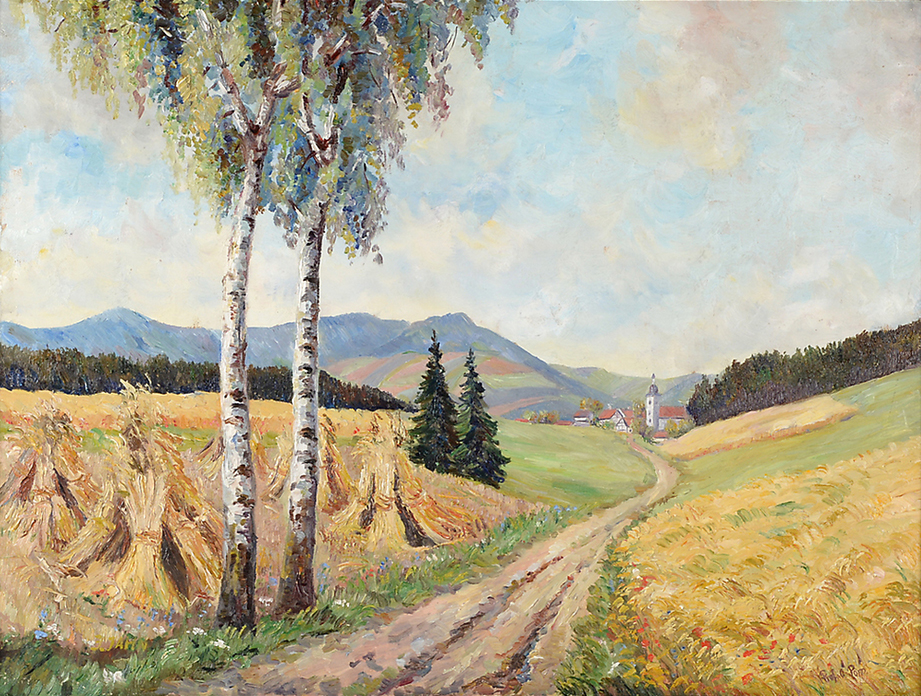
Sommerlandschaft (etwa 1930)

Popp studierte Malerei an der Königlichen Kunstakademie in Dresden. Danach begab er sich auf eine Studienreise nach Italien.
1904 nahm er an der Münchner Jahresausstellung im Glaspalast teil. 
1907 wurde er Mitbegründer der Künstlervereinigung „Mappe“ in Dresden, die als Abspaltung der Dresdner Kunstgenossenschaft entstand, und beteiligte sich an deren Sonderausstellung im Kunstsalon Emil Richter gemeinsam mit Edmund Körner, Franz Kunz, Karl Quarck, Karl Theodor Eichler und Otto Petrenz. 1908 stellte er auf der Großen Kunstausstellung Dresden aus.

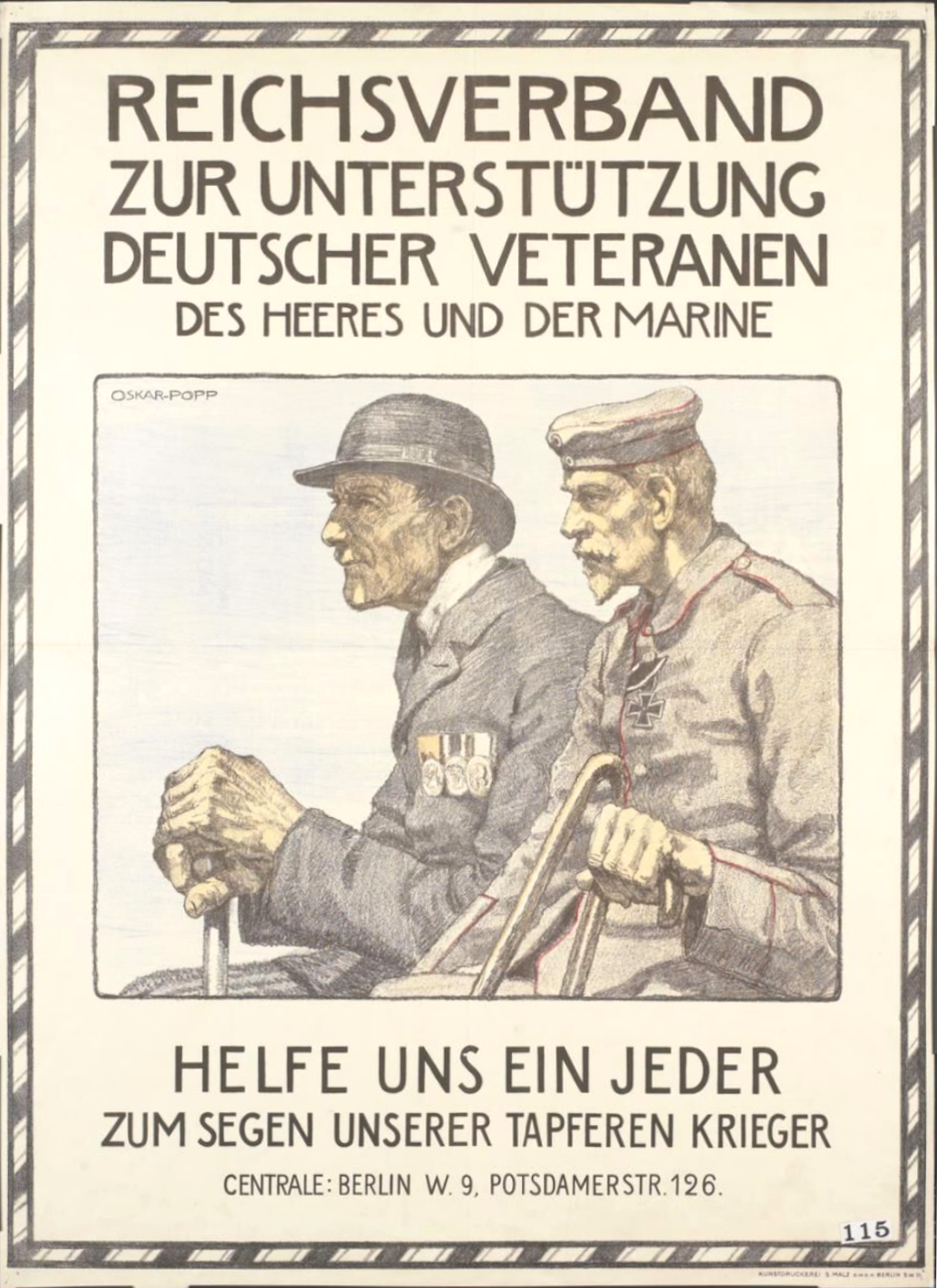
Plakat für den „Reichsverband zur Unterstützung deutscher Veteranen des Heeres und der Marine“;
um 1914; Imperial War Museum

Popp schuf Wandgemälde im König-Albert-Bad in Plauen, sowie in Berlin, Dresden und Görlitz. 
Später war er als Bühnenbildner und Grafiker in Hildesheim tätig. 1915 wurde er als Lehrer an der Kunstgewerbeschule Hildesheim angestellt.
An der Hildesheimer Kunstgewerbeschule, der späteren Fachschule Holztechnik & Gestaltung, unterrichtete Popp 1927 und 1928 unter anderem den späteren Maler, Glasmaler und Restaurator Kurt Mannig.